# Sofie Castenschiold
Thora Gerda Sofie Castenschiold (ur. 1 lutego 1882 w Kopenhadze, zm. 30 stycznia 1979 w Helsingborgu) – duńska tenisistka, medalistka olimpijska.

## Kariera tenisowa
Wystąpiła na Letnich Igrzyskach Olimpijskich 1912 w zawodach tenisowych. Była przy tym pierwszą kobietą, która reprezentowała Danię na igrzyskach olimpijskich. Zdobyła srebrny medal w grze pojedynczej w hali, w finale przegrywając z Edith Hannam wynikiem 4:6, 3:6. W grze mieszanej w hali razem z Erikiem Larsenem zajęli piąte miejsce.
Sofie Castenschiold reprezentowała klub Kjøbenhavns Boldklub. W 1906 roku zdobyła pierwszy tytuł mistrzyni Danii w grze pojedynczej kobiet, a następnie przez cztery lata skutecznie broniła trofeum. Brała udział w zawodach gry pojedynczej na kortach Wimbledonu w 1910 i 1911 roku. W pierwszym z tych występów osiągnęła ćwierćfinał.

## Występy w igrzyskach olimpijskich

### Gra pojedyncza
| Konkurencja           | 1. runda            | Ćwierćfinały                        | Półfinały                  | Finał                       | Miejsce |
| Konkurencja           | Przeciwniczka Wynik | Przeciwniczka Wynik                 | Przeciwniczka Wynik        | Przeciwniczka Wynik         | Miejsce |
| --------------------- | ------------------- | ----------------------------------- | -------------------------- | --------------------------- | ------- |
| Gra pojedyncza w hali |                     | Helen Aitchison W 2:1 2:6, 6:2, 6:1 | Sigrid Fick W 2:0 6:4, 6:4 | Edith Hannam P 0:2 4:6, 3:6 | srebro  |

### Gra mieszana
| Konkurencja         | Partner     | 1. runda          | Ćwierćfinały                                   | Półfinały         | Finał             | Miejsce |
| Konkurencja         | Partner     | Przeciwnicy Wynik | Przeciwnicy Wynik                              | Przeciwnicy Wynik | Przeciwnicy Wynik | Miejsce |
| ------------------- | ----------- | ----------------- | ---------------------------------------------- | ----------------- | ----------------- | ------- |
| Gra mieszana w hali | Erik Larsen |                   | Helen Aitchison Herbert Barrett P 0:2 0:6, 3:6 | Nie awansowali    | Nie awansowali    | 5.      |